# Лаос на літніх Олімпійських іграх 2024
Лаос брав участь у літніх Олімпійських іграх 2024 в Парижі, які тривали з 26 липня по 11 серпня 2024 року. Ця Олімпіада стала одинадцятою участю країни на літніх Олімпійських іграх після дебюту на літніх Олімпійських іграх 1980 року, пропустивши літні Олімпійські ігри 1984 року через їх бойкот.

## Передумови
Напередодні ігор у посольстві Франції в Лаосі відбувся захід для реклами ігор із запрошенням спортсменів Лаосу, країн АСЕАН і Франції, які змагалися в таких видах спорту, як бадмінтон, баскетбол, бокс, петанк і настільний теніс.

## Спортсмени
Країну на Олімпійських іграх 2024 року представляли 4 спортсмени — 1 чоловік і 3 жінок.
У легкій атлетиці країну на іграх представляла одна спринтерка. На іграх країну представляла Сіліна Фа Афай, який виступала в змаганнях з бігу на 100 метрів серед жінок. У першому попередньому забігу вона з результатом 12,45 сек зайняла 6-те місце, та не пройшла до наступного етапу.
Лаос також отримав універсальне місце від Міжнародної федерації гімнастики для художньої гімнастки на Олімпійські ігри. Країну на іграх представляла Права Місато Філафендес, яка брала участь у змаганнях з художньої гімнастики в індивідуальному багатоборстві, що стало першою участю лаоської художньої гімнастки на іграх, проте на іграх вона загалом набрала лише 87,350 балів, та зайняла в попередніх змаганнях лише 24-те місце, та не потрапила до фіналу.
Лаос на змаганнях з плавання представляли двоє спортсменів. У плаванні на 100 метрів брасом серед чоловіків Стівен Інсіксієнґмей у попередньому запливі показав лише загальний 31-ий час із результатом 1:04,64 хв, та не потрапив до фінального запливу. У плаванні на 200 метрів вільним стилем серед жінок Аріана Сутха Діркцваґер з часом 2:07,22 хв зайняла лише 25-те місце у попередньому запливі, та також не потрапила до фіналу. 